# بیر غبالو (ناحیه)
بیر غبالو (به عربی: دائرة بئر غبالو) یک منطقهٔ مسکونی در الجزایر است که در استان بویره واقع شده‌است.